# Hellmuth Mueller-Leutert

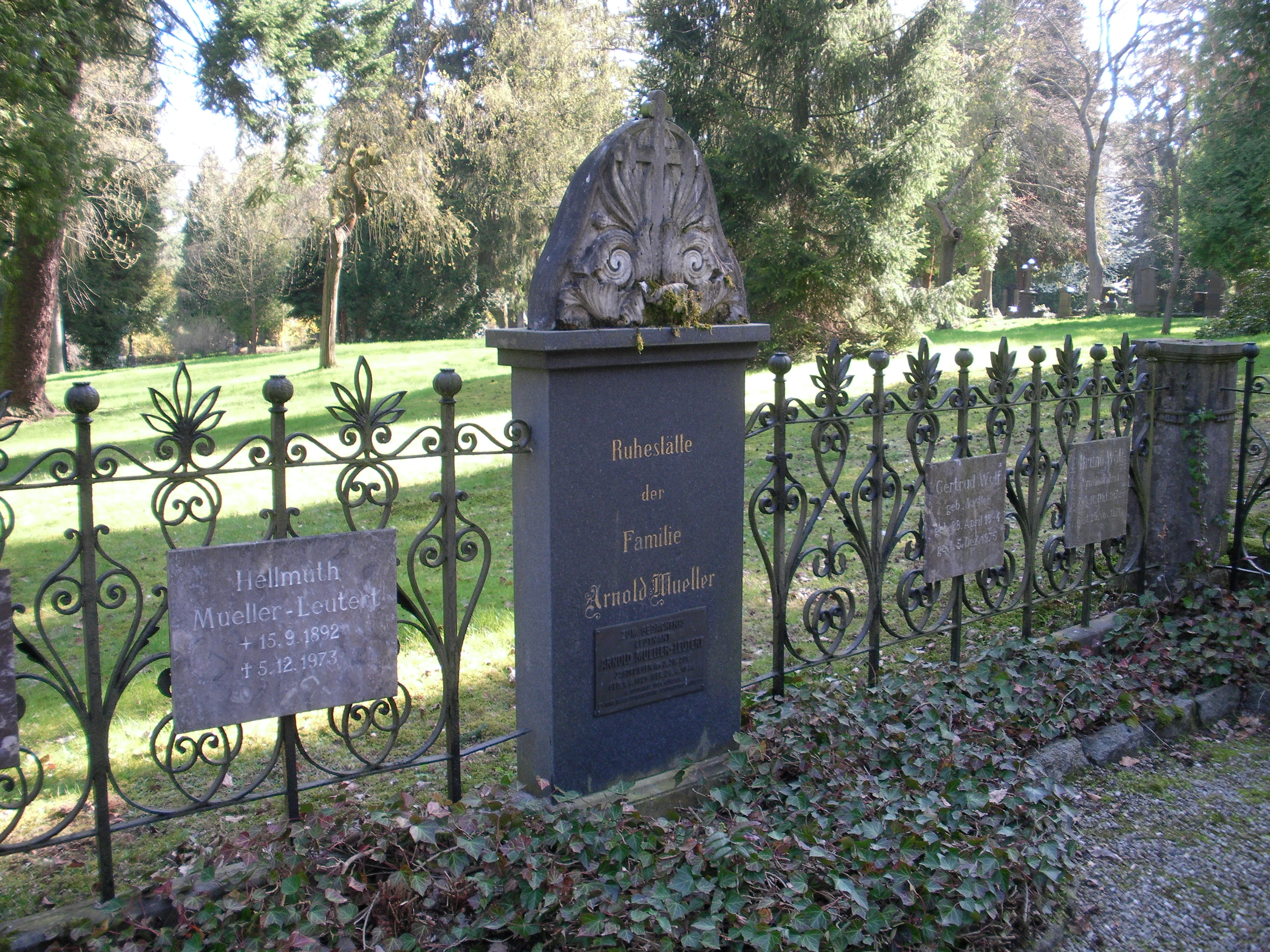
Grabstätte Hellmuth Mueller-Leuterts auf dem Alten Friedhof in Gießen

Hellmuth Mueller-Leutert (* 15. September 1892 in Gießen als Hellmuth Mueller; † 5. Dezember 1973 ebenda) war ein deutscher Maler, Graphiker und Bildhauer.

## Leben
Hellmuth Mueller besuchte ab 1907 das altsprachliche Gymnasium in Worms und studierte ab 1912 Medizin und Jura in Gießen. Während seines Studiums wurde er Mitglied des Corps Teutonia. Am Ersten Weltkrieg nahm Mueller als kriegsfreiwilliger Kavallerist, später als Pilot teil. Zurück an der Universität wechselte er zum Studium der Agrarwissenschaften, brach aber auch dieses ab. Stattdessen schlug er die kaufmännische Laufbahn ein und trat in die väterliche Zigarrenfabrik ein. Parallel dazu wandte er sich seinen künstlerischen Neigungen zu und absolvierte ein Studium an der Städelschule in Frankfurt am Main bei Professor Hermann Treuner und an der Malschule von Hans Hofmann in München. Vor Ort lernte er außerdem 1919/20 bei dem Gießener Bildhauer Johannes Ködding. 1920 heiratete er die Tochter des Gießener Professors Ernst Leutert, Elsbeth, und nahm den Namen Mueller-Leutert an. Die Familie bewohnte die Villa Leutert.
Am 18. Mai 1943 gehörte Mueller-Leutert zu den Gründern des Oberhessischen Künstlerbundes (OKB), der der „propagandistischen Einvernahme der Bildenden Kunst durch die Nationalsozialisten ein Stück bürgerlich-individuelle Freiheit und das Ideal der Freiheit der Kunst entgegensetzen“ wollte. Dank der Unterstützung örtlicher Kulturpolitiker wurde der OKB durch die Reichskammer Kunst lizenziert, aber nach wenigen regimekritischen öffentlichen Ausstellungen isoliert. Im April 1944 fiel Mueller-Leuterts einziger Sohn in der Nähe von München als Pilot der Luftwaffe. Bei der Zerstörung Gießens im selben Jahr wurde ein großer Teil seines Frühwerks vernichtet. Auch die Zigarrenfabrik wurde schwer beschädigt. Nach ihrer Veräußerung 1954 arbeitete Mueller-Leutert als freier Maler.
Seine halbabstrakten Werke wurden durch Neue Sachlichkeit und Expressionismus beeinflusst, vor allem durch die Arbeiten von Edvard Munch, Emil Nolde und Max Beckmann. Mueller-Leutert malte Landschafts- und Innenräume, Stillleben und Figurenbilder. Seine Landschaftsmalerei ist stark von maritimen Themen geprägt. Er starb im Dezember 1973 in seiner Heimatstadt Gießen und wurde dort auf dem Alten Friedhof beigesetzt. Die Stadt Gießen widmete ihm 1982 eine Personalausstellung in der Kongresshalle. Das Oberhessische Museum zeigte einige seiner Bilder anlässlich des 125. Geburtstags.